# Frank en Frey
Frank en Frey (originele titel: The Fox and the Hound) is een Amerikaanse animatiefilm uit 1981, geproduceerd door Walt Disney Productions. Het is de 24e lange animatiefilm van Disney. De film vertelt het verhaal van de vriendschap tussen de vos Frey en de jachthond Frank.

## Verhaal
De moeder van het pasgeboren vossenwelpje Frey wordt door een  jager doodgeschoten, nadat ze Frey eerst op een veilige plek heeft achtergelaten. Hierop ontfermt Mama Uil zich over de weesgeworden Frey. Samen met enkele andere dieren zorgt ze dat Frey terechtkomt bij een alleenstaande oude vrouw (in de film "Grootje" genoemd), die het vosje hierna zal opvoeden. 
Intussen wordt de jonge hond Frank, die een leeftijdgenoot is van Frey, door zijn baas, de ervaren jager Sepp, opgeleid tot jachthond. Frank en Frey ontmoeten elkaar wanneer ze nog jong zijn en worden onafscheidelijke vrienden. Ze beseffen op dat moment niet dat ze eigenlijk natuurlijke vijanden van elkaar zijn en later lijnrecht tegenover elkaar zullen komen te staan. 
Als Frank en Frey volwassen zijn, moet Frank voortaan ook op vossen jagen. Hij zegt tegen Frey dat ze hun vriendschap nu moeten verbreken. Hoewel ook de andere dieren in Freys omgeving Frey ervan proberen te overtuigen dat dit inderdaad het beste is, blijft Frey blind volhouden dat zijn vriendschap met Frank voor altijd is.
Op een avond wordt Frey opgejaagd door Sepp en diens andere hond, Chief. Frank probeert Frey eerst heimelijk te laten ontsnappen. Frey probeert vervolgens via een hooggelegen treinspoor te ontkomen. Dan raakt Chief zwaargewond wanneer hij tijdens de achtervolging vanaf het spoor in het water springt om een aankomende trein te ontwijken. Frank is nu woedend op Frey en zegt dat hij vanaf nu alles zal doen om Frey te pakken te krijgen. 
Grootje beseft dat Frey bij haar niet langer veilig is. Ze besluit hem naar een reservaat te brengen. Frey maakt hier kennis met de vrouwtjesvos Vixey, die ongeveer even oud is als hij, en ze worden al snel verliefd op elkaar. Vixey leert Frey, die in het begin niet in het reservaat kan wennen, ook om zich aan zijn nieuwe omgeving aan te passen.
Sepp is er nog altijd op uit om Frey te vangen en te doden. Samen met Frank gaat hij opnieuw illegaal het reservaat in, op jacht gaat naar Frey en Vixey. Terwijl ze een val uitzetten, worden ze zelf aangevallen door een beer. Sepp probeert te ontsnappen, maar komt dan zelf vast te zitten in de val die voor Frey was bedoeld. Frey redt hierop de levens van Frank en Sepp door de beer bij hen weg te lokken. Frey en de beer belanden in een waterval, maar Frey overleeft dit. Sepp besluit van zijn kant nu uit wroeging om de ernstig verzwakte Frey toch niet te doden. 
Frank en Frey leggen hun ruzie bij, maar ze beseffen dat ze onmogelijk met elkaar kunnen blijven omgaan. Frey gaat samen met Vixey een eigen leven leiden in het bos om later een gezin te stichten.

## Rolverdeling

### Engelstalig
| Acteur           | Personage                                     |
| ---------------- | --------------------------------------------- |
| Mickey Rooney    | Copper (in het Nederlands vertaald als Frank) |
| Kurt Russell     | Tod (in het Nederlands vertaald als Frey)     |
| Sandy Duncan     | Vixey                                         |
| Pearl Bailey     | Big Mama                                      |
| Richard Bakalyan | Dinky                                         |
| Paul Winchell    | Boomer                                        |
| Pat Buttram      | Chief                                         |
| Jeanette Nolan   | Widow Tweed                                   |
| Jack Albertson   | Amos Slade                                    |
| Keith Coogan     | jonge Tod                                     |
| Corey Feldman    | jonge Copper                                  |
| John Fiedler     | The Porcupine                                 |
| John McIntire    | The Badger                                    |

### Nederlandstalig
| Acteur       | Personage          |
| ------------ | ------------------ |
| Kleine Frank | Sander van Zijl    |
| Kleine Frey  | Vincent Prins      |
| Frank        | Erik van 't Wout   |
| Frey         | Bill van Dijk      |
| Mama Uil     | Milly Scott        |
| Ouwe Sepp    | Cor van Rijn       |
| Grootje      | Heleen Pimentel    |
| Vixey        | Thera van Homeijer |
| Chief        | Jan Anne Drenth    |
| Rover        | Cor Witschge       |
| Dinky        | Henk Votel         |
| Prikkertje   | Diederik Gelderman |
| Klopper      | Arnold Gelderman   |

## Achtergronden

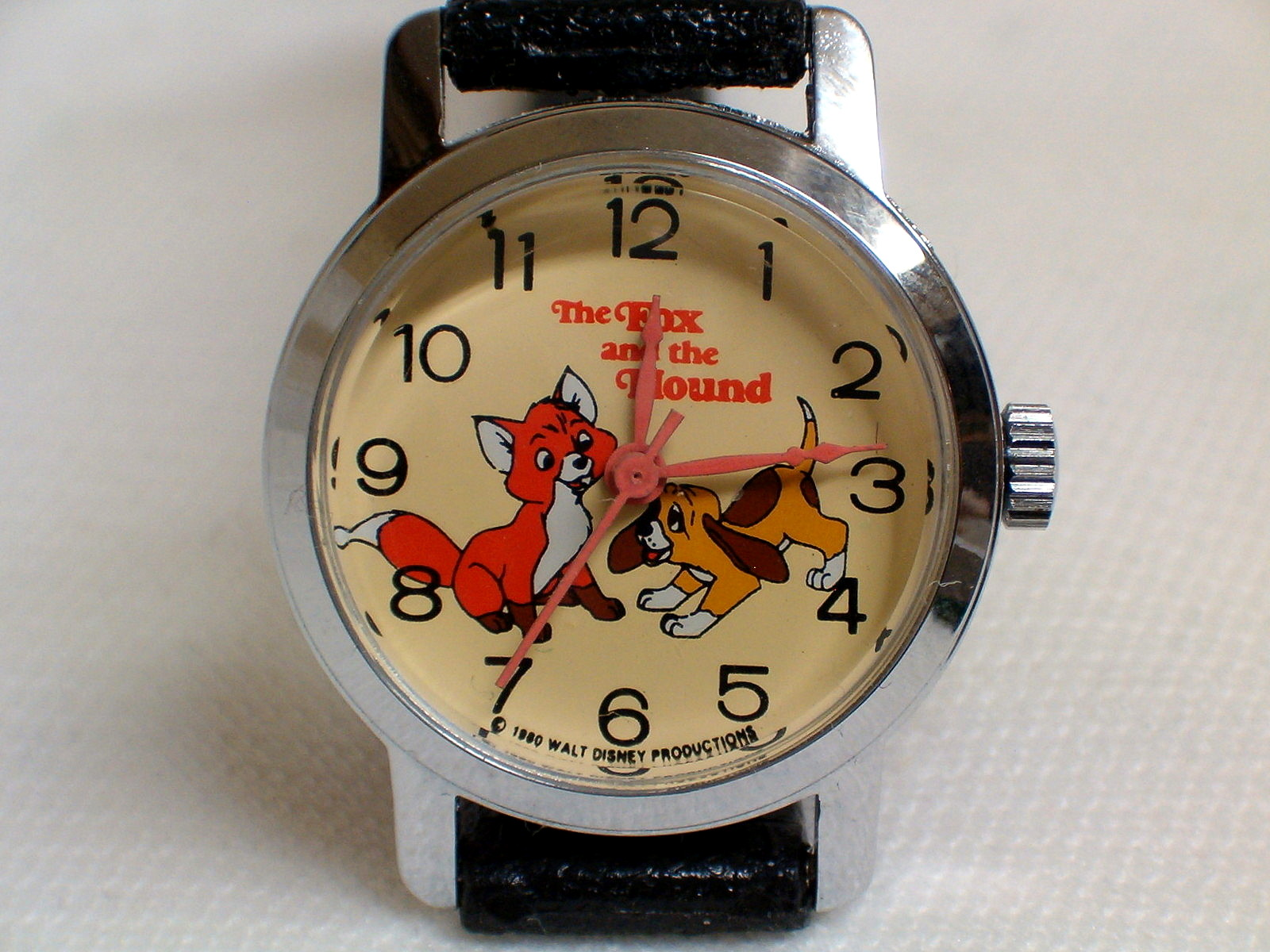
Frank en Frey-horloge

### Verhaal
Het verhaal van de film is gebaseerd op Daniel P. Mannix' kinderroman The Fox and the Hound (1967). Er werden door Disney een paar wijzigingen aangebracht ten opzichte van Mannix' oorspronkelijke verhaal. Het boek bevat een realistischer verhaal en draait vooral om Freys leven in het bos nadat hij is teruggebracht naar de wildernis. Ook kennen Frank en Frey elkaar in het boek niet uit hun jeugd. In het boek komt Chief door de trein om het leven, terwijl hij in de film aan het eind nog levend te zien is. Het verhaal werd vooral aangepast om de film geschikter te maken als familiefilm en voor jongere kijkers. In het oorspronkelijke filmscript zou Chief mogelijk net als in het boek zijn omgekomen.

### Productie
Frank en Frey markeerde het punt waarop er een grote verandering plaatsvond binnen de samenstelling van het Disneyteam. Vrijwel alle oudere tekenaars werden vervangen door nieuwe die opgeleid waren middels een intern animatietrainingsprogramma dat was begonnen in 1976. Don Bluth werkte mee als tekenaar aan de film, maar verliet Disney in een vroeg productiestadium. Hij nam bij zijn vertrek 11 andere tekenaars (17% van het team) mee, en richtte samen met hen een andere tekenstudio op, Don Bluth Productions. Als gevolg van het vertrek van deze tekenaars liep de productie van de film zes maanden vertraging op.
De regie werd verzorgd door Ted Berman, Richard Rich en Art Stevens. Ollie Johnston, Frank Thomas en Wolfgang Reitherman waren drie trouwe leden van de Nine Old Men die deze film ook maakten. Voor beiden was het hun laatste film. 
Frank en Frey was de laatste Disneyfilm waarin de acteurs bij het intro-filmpje al werden vermeld in plaats van op de aftiteling.

## Vervolgfilm
In 2006 werd er een vervolg uitgebracht, Frank en Frey 2.

## Nummers
- "The Best of Friends"
- "Lack of Education"
- "A Huntin' Man"
- "Goodbye May Seem Forever"
- "Appreciate the Lady"

## Internationale premières
- Argentinië: 23 juli 1981
- Brazilië: 18 september 1981
- Verenigd Koninkrijk: 22 oktober 1981
- West-Duitsland: 13 november 1981
- Frankrijk: 25 november 1981
- Spanje: 27 november 1981
- Zweden: 5 december 1981
- Finland: 11 december 1981
- Nederland: 24 december 1981
- Hongkong: 14 januari 1982
- Noorwegen: 22 april 1982
- Japan: 12 maart 1983
- Denemarken: 30 juli 1995

## Prijzen en nominaties
In 1982 werd de film genomineerd voor drie prijzen, waarvan hij er één won:
- De Saturn Award voor beste fantasyfilm
- De Golden Screen (gewonnen)
- De Young Artist Award voor Best Motion Picture - Fantasy or Comedy - Family Enjoyment

## Varia
- Op ongeveer hetzelfde moment dat de film in Europa in première ging bracht het Hongaarse Pannonia Filmstudio de film Vuk uit, die qua verhaal enige overeenkomsten vertoont met Frank en Frey.